# انتقال (موسیقی)

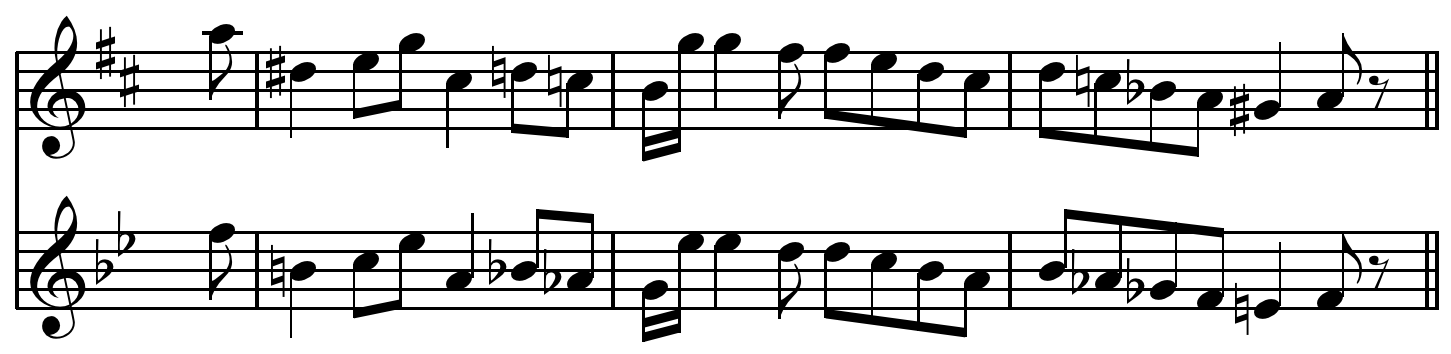
مثال از انتقالِ یک ملودی به پایین. خط بالا در ر ماژور است و خط پایین به یک سوم بزرگ پایین‌تر (سی بمل ماژور) انتقال داده شده‌است.

انتقال (انگلیسی: Transposition) در موسیقی فرایند و عملی است در حرکتِ مجموعه‌ای از زیروبمی نت‌ها به بالا یا پایین که بر پایهٔ یک فاصلهٔ ثابت منتقل می‌شود. به عنوانِ مثال می‌توان یک قطعهٔ آهنگسازی شده را به صورتِ کامل به تنالیته‌ای دیگر انتقال داد. در موارد مشابه و به همین روش می‌توان ردیفی از تن‌ها یا مجموعه‌ای از زیروبمی‌های بدون ترتیب مانند یک آکورد را به ارتفاع دیگری انتقال داد.

## انواع انتقال

### دیاتونیک و کروماتیک
دو نوع انتقال وجود دارد و بسته به این است که بخواهیم اندازهٔ فواصل مطابق با گام کروماتیک باشد یا گام دیگری انتخاب شود.

### کروماتیک
در انتقالِ کروماتیک، هر ارتفاع در مجموعه‌ای از نت‌ها با یک تعداد ثابت ار نیم‌پرده‌ها تغییر می‌کند. برای نمونه اگر ارتفاعِ (دو۴، می۴، سل۴) بر پایهٔ چهار «نیم‌پرده» به بالا تغییر کند، ارتفاع (می۴، سل دیز۴، سی۴) به‌دست می‌آید

### نردبانی
در انتقالِ نردبانی، یک تغییر در هر ارتفاعی برپایهٔ یک تعداد ثابت از زیروبمی گام به گام نسبی دیگر تغییر می‌کند. به عنوانِ مثال اگر ارتفاعِ (دو۴، می۴، سل۴) را بر اساس دو گامِ نسبی و هم خانوادهٔ دو ماژور قرار دهیم، ارتفاعِ (می۴، سل ۴، سی۴) به‌دست می‌آید و اگر بر اساسِ دو گام نسبی و هم خانوادهٔ فا ماژور انتقال دهیم، به جای آن ارتفاعِ (می۴، سل ۴، سی بمل۴) قرار می‌گیرد.
انتقالِ نردبانی گاهی به معنای انتقالِ دیاتونیک نامیده می‌شود، اما این اصطلاح می‌تواند گمراه‌کننده باشد، زیرا آن را با توجه به گامِ دیاتونیک معرفی می‌کند. با این حال انتقال نردبانی می‌تواند در هر گام، و نه فقط دیاتونیک باشد.

## انتقال نظری

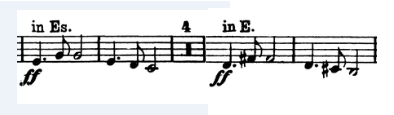
انتخاب بخشی در ترومپت از «سمفونی شماره ۹» اثر: آنتونین دورژاک، که در آن نیاز به انتقال نظری وجود دارد.

گرچه انتقال‌ها معمولاً نوشته می‌شوند، اما گاهی نوازندگان احتیاج به انتقالِ موسیقی «در نگاه» دارند، یعنی اینکه موسیقی در گامی دیگر از نت نوشته شده‌است و نوازنده باید آن را انتقال دهد. موسیقی‌دانانی که سازهای انتقالی را می‌نوازند، گاهی می‌بایست این کار را انجام دهند (مثلاً هنگام مواجهه با یک انتقال غیر معمول مانند ساز «کلارینت در دو»). همچنین خوانندگان همراهی‌کننده را نیز شامل می‌شود، از آنجا که خوانندگان گاهی از کلید دیگری در صفحهٔ نت خود استفاده می‌کنند موسیقی باید متناسب با محدودهٔ صوتی آنها باشد، (اگرچه در بسیاری، اما نه همهٔ آهنگ‌ها، نسخه‌هایی برای صدای بالا، متوسط و پایین وجود دارد و نوشته می‌شود).
سه روش تکنیکی و پایه‌ای برای انتقال نظری وجود دارد: فاصله، کلید و اعداد.

### فاصله
اجراکننده ابتدا فاصلهٔ بین کلید نوشته شده و کلید اصلی را تعیین می‌کند، سپس انتقال نت‌ها را به بالا یا پایین بر اساس کلید اصلی تصور کرده و اجرا می‌کند. با این روش نوازنده می‌تواند فاصلهٔ نت‌ها را برای انتقال، گروهی یا جداگانه (در صورت تغییر کروماتیک) محاسبه و اجرا کند.

### کلید
کلید در انواع مختلفی برای شناخت ارتفاعِ صدا و انتقال وجود دارد و در حدود هفت کلید روی پنج خط حامل برای این کار استفاده می‌شود: صدای زیر (کلیدسل روی خط دوم)، صدای بم (کلیدفا روی خط چهارم)، (کلید فا روی خط سوم)، (کلید دو روی خط پنجم)، (کلید دو روی خط چهارم)، (کلید دو روی خط سوم) و (کلید اکتاو)، انتقال به اکتاو ممکن است به صورت معمولی نوشته شود و انتقال صورت نگیرد، (این امر برای نوازندگان چندان اهمیتی ندارد).

### اعداد
انتقال از طریق اعداد بدین معنی است که درجهٔ نت نوشته شده (مثلاً اول، چهارم، پنجم و غیره) در کلید داده شده تعیین می‌شود. سپس نوازنده درجهٔ گام مربوط به آکورد اصلی را اجرا می‌کند.